# Warschawjanka
Der Text des Arbeiterliedes Warschawjanka (polnisch Warszawianka) stammt von Wacław Święcicki, die Musik geht auf ein polnisches Freiheitslied zurück. Es wird oft als „meistgesungenes russisches Kampflied“ bezeichnet.
In einer spanischen, gegenüber dem hier wiedergegebenen deutschen Text etwas unterschiedlichen Fassung ist die Warschawjanka unter dem Titel „A las barricadas“ auch die Hymne der spanischen anarchosyndikalistischen Gewerkschaft Confederación Nacional del Trabajo (CNT). In Griechenland wurde von den kommunistischen Widerstandskämpfern während der Besatzungszeit 1941–44 und während des Bürgerkriegs ein Lied namens „Ánemi Thíelles“ (griechisch Άνεμοι Θύελλες, deutsch Winde und Stürme) gesungen, das die Melodie der Warschawjanka benutzt.

## Liedtext der Warschawjanka
Feindliche Stürme durchtoben die Lüfte,

drohende Wolken verdunkeln das Licht.

Mag uns auch Schmerz und Tod nun erwarten,

gegen die Feinde ruft auf uns die Pflicht.

Wir haben der Freiheit leuchtende Flamme

hoch über unseren Häuptern entfacht:

die Fahne des Sieges, der Völkerbefreiung,

die sicher uns führt in die letzte Schlacht.
Refrain:
Auf, auf nun zum blutigen, heiligen Kampfe.

Bezwinge die Feinde, du Arbeitervolk.

Auf die Barrikaden, auf die Barrikaden,

erstürme die Welt, du Arbeitervolk!

Tod und Verderben allen Bedrückern,

leidendem Volke gilt unsere Tat,

kehrt gegen sie die mordenden Waffen,

Auf daß sie ernten die eigene Saat!

Mit Arbeiterblut getränkt ist die Erde,

gebt euer Blut für den letzten Krieg,

daß der Menschheit Erlösung werde!

Feierlich naht der heilige Sieg.
Refrain
Elend und Hunger verderben uns alle,

gegen die Feinde ruft mahnend die Not,

Freiheit und Glück für die Menschheit erstreiten!

Kämpfende Jugend erschreckt nicht der Tod.

Die Toten, der großen Idee gestorben,

werden Millionen heilig sein.

Auf denn, erhebt euch, Brüder, Genossen,

ergreift die Waffen und schließt eure Reih'n!
Refrain